# 오성운동
오성운동(이탈리아어: Movimento 5 Stelle 모비멘토 친퀘 스텔레[*])은 코미디언 출신의 정치인 베페 그릴로가 2009년에 창당한 신생 정당이다.

## 역사
2010년 이탈리아 광역지방선거에서 첫 모습을 드러낸 오성운동은 2013년 이탈리아 총선에서 괄목상대할 성적을 거뒀다.

### 2010년 광역지방선거
2010년 선거에서 오성운동은 다섯 개 주에 출마했다. 오성운동 후보들은 에밀리아로마냐주, 피에몬테주, 베네토주, 롬바르디아주, 캄파니아주 선거에 출마해 최소 1.3%에서 최대 7.0%의 지지율을 얻었다.

### 2012년 기초지방선거
2012년 선거에서 오성운동은 기초지방자치단체인 코무네 몇 군데에서 당선됐다. 오성운동이 당선된 곳은 베네토주의 사레고 코무네, 미라 코무네, 에밀리아로마냐 주의 코마치오 코무네, 파르마 코무네다. 선거 이후 오성운동의 지지율은 한때 실비오 베를루스코니의 자유민중을 앞질러 집권여당인 이탈리아 민주당 다음의 2위를 기록하기도 했다.

### 2013년 총선
2013년 이탈리아 총선에서 오성운동은 이탈리아 하원에서 25.55%의 지지율을 얻어 630석 중 109석을 차지했고, 이탈리아 상원에서 23.79%의 지지율을 얻어 315석 중 54석을 획득해 원내 제3당이 됐다. 한편, 같은 선거에서 집권 민주당은 하원 345석, 하원 123석을 얻었으며, 자유민중당은 하원 125석, 상원 117석을 얻었다.

### 2018년 총선
총선을 앞두고 베페 그릴로가 대표직을 사임하고, 루이지 디 마이오가 새 대표가 되었다. 오성운동은 총선에서 하원에서 32.7%의 득표율로 1위를 차지하여 630석 중 227석을 얻었다. 이어 북부동맹과 연정을 통해 주세페 콘테 내각의 연립여당이 되었다.

## 이념
오성운동당은 공개적으로 대중영합주의를 표방하며, 유권자의 개혁 의지가 간접민주주의보다는 직접민주주의에 기반한다고 믿는다. 오성운동당은 개발주의보다는 환경주의를 선호하며, 도시 공간에 녹지를 의무적으로 조성하는 일련의 생태주의적 법안들을 지지한다.

## 역대 선거 결과

### 이탈리아 총선
| 이탈리아 하원 |                 |        |           |      |                  |
| 년도          | 득표수          | 득표율 | 의석 수   | +/–  | 대표             |
| 2013년        | 8,689,168 (#2)  | 25.6   | 109 / 630 | 보합 | 베페 그릴로      |
| 2018년        | 10,697,994 (#1) | 32.66  | 227 / 630 | 119  | 루이지 디 마이오 |

| 이탈리아 상원 |                |        |           |      |                  |
| 년도          | 득표수         | 득표율 | 의석 수   | +/–  | 대표             |
| 2013년        | 7,285,648 (#2) | 23.8   | 54 / 315  | 보합 | 베페 그릴로      |
| 2018년        | 9,713,763 (#1) | 32.21  | 112 / 315 | 58   | 루이지 디 마이오 |

### 이탈리아 유럽의회 선거
| 년도   | 득표수         | 득표율 | 의석 수 | +/–  | 대표             |
| ------ | -------------- | ------ | ------- | ---- | ---------------- |
| 2014년 | 5,807,362 (#2) | 21.2   | 17 / 73 | 보합 | 베페 그릴로      |
| 2019년 | 4,569,089 (#3) | 17.1   | 14 / 76 | 3    | 루이지 디 마이오 |